# De Taal der Spreuken
De Taal der Spreuken (Engels: Spellwright) is een fantasyboek geschreven door de Amerikaanse schrijver Blake Charlton. Het werd voor het eerst gepubliceerd in 2010 bij St. Martins Pr en werd internationaal goed onthaald. Ondertussen verscheen het boek in diverse vertalingen.
Hoewel Charlton te maken had met een zware vorm van dyslexie, wist hij zijn droom als schrijver te realiseren. Onder andere Robin Hobb omschreef De Taal der Spreuken als "een verhaal waar je helemaal in wordt gezogen". En Terry Brooks zei: "Denk je dat woorden je niet kunnen doden? Soms doen ze het toch. De spreuken van tekstuele magie verzonnen door Charlton bewijzen het."

## Plot
Het hoofdverhaal draait rond de vijfentwintigjarige Nicodemus Kras, een van de snelste spreukschrijvers van Sterrenstee, de grootste academie voor magiërs. Er wordt echter gesuggereerd dat hij de geprofeteerde is, Hij die de Menselijke Talen zal redden. Al snel wordt hij meegesleurd in een hachelijk avontuur met zijn meester, magister Agwu Shannon en een druïde genaamd Dreirde. Kan Nicodemus zijn beperking, die hem door zijn vijanden werd opgelegd, tenietdoen?